# Maria Corti
Maria Corti (* 7. September 1915 in Mailand; † 22. Februar 2002 ebenda) war eine italienische Romanschriftstellerin und Literaturwissenschaftlerin, Romanistin und Italianistin.

## Leben und Werk
Maria Corti studierte in Mailand bei Benvenuto Terracini und Antonio Banfi und wurde Gymnasiallehrerin. Sie engagierte sich in der Resistenza, nahm nach dem Krieg unter dem Einfluss des aus dem Exil zurückgekehrten Terracini ihre Forschungstätigkeit wieder auf und lehrte ab 1955 an der Universität Pavia, anfänglich gleichzeitig zu ihrer Schultätigkeit. 1962 wurde sie an die Università del Salento in Lecce berufen. Ab 1964 lehrte sie Italienisch an der Universität Pavia. Daneben publizierte sie ab 1962 erzählende Prosa.
An der Universität Pavia gründete Maria Corti 1969 das Literaturarchiv „Fondo Manoscritti“, ab 1980 unter dem Namen Centro di ricerca sulla tradizione manoscritta di autori moderni e contemporani.
Maria Corti war Begründerin und Mitbegründerin der Zeitschriften Strumenti critici (1966), Alfabeta (1979) und Autografo (1984).
Maria Corti war Ehrendoktorin der Universität Genf (1978) und Mitglied der Accademia dei Lincei, sowie der Accademia della Crusca.
Ihr Grab ist in Pellio Intelvi.

## Werke

### Wissenschaft

#### Monografien
- Metodi e fantasmi, Mailand 1969, 1977; Nuovi metodi e fantasmi, 2001.
- Principi della comunicazione letteraria, Mailand 1976, 1997.
- Il Viaggio testuale. Le ideologie e le strutture semiotiche, Turin 1978, 1980, 1997.
- (mit Emilio Manzotti und Flavia Ravazzoli) Una lingua di tutti. Pratica, storia e grammatica della lingua italiana, Florenz 1979.
- Beppe Fenoglio. Storia di un «continuum» narrativo, Padua 1980.
- Dante a un nuovo crocevia, Florenz 1981.
- La felicità mentale. Nuove prospettive per Cavalcanti e Dante, Turin 1983.
- (mit Claudia Caffi) Per filo e per segno. Grammatica italiana per il biennio, Mailand 1989.
- Percorsi dell'invenzione. Il linguaggio poetico e Dante, Turin 1993.
- Ombre dal Fondo, Turin 1997.
- Un ponte tra latino e italiano, Novara 2002.
- Scritti su Cavalcanti e Dante. La felicità mentale. Percorsi dell'invenzione e altri saggi, Turin 2003, (zuerst 1983 bzw. 1993).
- I vuoti del tempo, hrsg. von Francesca Caputo und Anna Longoni, Mailand 2003.
- La lingua poetica avanti lo stilnovo. Studi sul lessico e sulla sintassi, hrsg. von Giancarlo Breschi und Angelo Stella, Florenz 2005, (Erstfassung u.d.T. Studi sulla sintassi della lingua poetica avanti lo stilnovo, Florenz 1953).

#### Herausgebertätigkeit
- Pietro Jacopo De Jennaro (1436–1508), Rime e lettere, Bologna 1956.
- Vita di san Petronio, Bologna 1962.
- (mit Cesare Segre) I Metodi attuali della critica in Italia, Turin 1970.
- Giacomo Leopardi, Tutti gli scritti inediti, rari e editi, 1809-1810, Mailand 1972, 1993.
- Elio Vittorini, Le opere narrative, Verona 1974, 1982.
- Beppe Fenoglio, Opere, 5 Bde., Turin 1978.
- (mit Anna Longoni) Ennio Flaiano, Opere, 2 Bde., Mailand 1988–1990.
- (mit Francesca Caputo) Gesualdo Bufalino, Opere 1981-1988, Mailand 1992.
- Alda Merini, Vuoto d'amore, Turin 1996.
- Alda Merini, Fiore di poesia 1951-1997, Turin 1998.
- (mit Maria Antonietta Terzoli) Eugenio Montale, Poesia travestita, Novara 1999.

### Belletristik
- L'ora di tutti, Mailand 1962.[2]
- Il ballo dei sapienti, Mailand 1966.
- Cantare nel buio, Mailand 1981, 1991.
- Il Canto delle sirene, Mailand 1989.
- Catasto magico, Turin 1999.
- Storie, Lecce 2000.
- Le pietre verbali, Turin 2001.
- La leggenda di domani, Lecce 2007.